# Technotise (film)
Pour plus de détails, voir Fiche technique et Distribution.
Technotise (Технотајз: Едит и ја, Technotise: Edit i ja) est un film d'animation serbe de science-fiction , réalisé par Aleksa Gajić et sorti en 2009.
Il s'agit de l'adaptation de la bande dessinée serbe éponyme Technotise.

## Synopsis
L'action se déroule en 2074 à Belgrade, une ville opulente où les robots et la technologie sont omniprésents. Edit Stefanovic, une étudiante en psychologie vient à nouveau d'échouer à son examen. Afin de mettre un terme à ces échecs répétés, elle décide de se faire implanter par un dealer une puce militaire expérimentale qui améliorera ses capacités intellectuelles...

## Fiche technique
- Titre : Technotise
- Titre original non latin : Технотајз: Едит и ја (Technotise: Edit i ja)
- Réalisation : Aleksa Gajić
- Scénario :
  - Histoire originale : Aleksa Gajić
- Musique originale : Boris Furduj, Slobodan Strumberger
- Montage : Nebojsa Andric, Marko Glusac
- Sociétés de production : Yodi Movie Craftsman
- Pays d'origine : Serbie
- Langue : serbe
- Durée : 103 minutes
- Date de sortie : 28 septembre 2009

## Distribution (voix)
- Igor Bugarski	: Abel
- Tatjana Djordjevic : Sanja
- Nikola Djuricko : Bojan
- Nebojsa Glogovac : Edi
- Marija Karan : Broni
- Sanda Knezevic : Edit
- Petar Kralj : Deda
- Srdjan Mileti : Sergej
- Boris Milivojevic : Jovan Vu
- Jelisaveta Sablic : Keva
- Srdjan Todorovic : Herb
- Vlasta Velisavljevic : Professeur Dorijevic

## Musique
- Black Arc Crew - FLOP
- Dzksn Fksn - Righteous Souljah
- Minimorisi - Stvar Je Odluke
- Prototip - Runnin'
- Prototip - Vision
- Rapidforce - Stop On The Edge

## Récompenses et distinctions
- Au festival de cinéma de Novi Sad, le prix du public, celui de la contribution au cinéma serbe ;
- Au Fantasia festival de Montréal, le prix d'argent du public ;
- AU LIFF de Lubiana, le prix du public ;
- Au festival de Trieste Science+Fiction Festival, le prix spécial du jury[1].

## Éditions en vidéo
Le film a été publié en DVD en Serbie et en Blu-ray en Allemagne.